# 遠くへ… (石井竜也の曲)
「遠くへ…」（とおくへ）は、2001年10月11日に発売された石井竜也8枚目のシングル。

## 解説
アルバム『浪漫』先行シングル第1弾。前作「GOLDEN FISH & SILVER FOX」から1年8ヶ月振りに発売。バラード構成のシングル。初回盤はオールカラー写真集付。初回盤と通常盤でジャケットが異なる。

## 収録曲
- 全作詞・作曲：石井竜也　編曲:辰巳博成

1. 遠くへ…
米米CLUB時代から自分を応援してくれた叔父が「ずっと看病していた娘や駆けつけた兄弟には死の瞬間に立ち会わせないまま、20年も別居していた妻のみ病室に入れ2人きりの状態」で死んでいった姿を通じて「男と女の絆の太さ」を感じ「朝までワンワン泣いた」経験から素直な感情を表現することの心地よさを知り、その気持ちを歌という形で表現した。
この楽曲は「もっと心が現れるような曲を作るべきじゃないか」と思い始めた石井が自分の音楽性をもう一度見直してみようと作った曲であり「みんなを感動させたい」と本気で思って作った曲。この曲は「イメージがはっきりしていると感じている」という理由により、敢えてミュージック・ビデオを作らなかった[2]。
2. believe me
3. FAR AWAY

## 収録アルバム
| 曲名       | 収録アルバム                | 発売日         | 備考                                                    |
| ---------- | --------------------------- | -------------- | ------------------------------------------------------- |
| 遠くへ…    | 『浪漫』                    | 2002年3月27日  | 4thオリジナルアルバム （『album mix』として収録）       |
| 遠くへ…    | 『石 〜Best of Best〜』     | 2005年10月12日 | 1stベスト・アルバム                                     |
| 遠くへ…    | 『TATUYA ISHII'S 河童幻想』 | 2007年12月5日  | 映画『河童』 コンピレーション・アルバム                 |
| believe me | 『龍』                      | 2018年4月18日  | 3rdベスト・アルバム（『信じてほしい』に改題されて収録） |
| FAR AWAY   | 『龍』                      | 2018年4月18日  | 3rdベスト・アルバム（『永久追想』に改題されて収録）     |